# Teatro Verdi de Trieste
El teatro Verdi es el principal teatro de Trieste, construido por iniciativa privada entre 1798 y 1801. El proyecto original de la sala fue de Gian Antonio Selva, arquitecto de La Fenice de Venecia. Le sucedió Matteo Pertsch que se ocupó esencialmente de las fachadas. La influencia de su maestro Giuseppe Piermarini, arquitecto de la Scala de Milán se reconoce sobre toda en la fachada principal.
Fue inaugurado con el nombre de Teatro Nuovo pero pronto toma el nombre de Teatro di Trieste. La primera representación fue de la ópera Ginevra di Scozia de Simon Mayr. En 1820 es renombrado Teatro Grande y cuando la ciudad es la propietaria, Teatro Comunale. En 1848 acoge la primera representación de la ópera de Giuseppe Verdi, El corsario. El 27 de enero de 1901, día de la muerte del compositor, se decide llamar Teatro Verdi, en su honor. Tiene una capacidad de 1.300 asientos.
El teatro Verdi de Trieste es conocido en toda Europa por su Festival Internacional de Opereta.